# 愛原つばさ
愛原 つばさ（あいはら つばさ、1987年6月24日 - ）は、日本のAV女優。
趣味：ボディーボード　特技：英語 

## 略歴
- 2007年11月に『kawaii*学園入学！つばさデビュー！ 愛原つばさ』で単体デビュー。

## 作品

### アダルトビデオ
2007年
- kawaii*学園入学！つばさデビュー！ 愛原つばさ（11月25日、kawaii*）
- ご奉仕セックchu 愛原つばさ（12月25日、kawaii*）

2008年
- 3P!!! 愛原つばさ（1月25日、kawaii*）
- ハイパーデジタルモザイクVol.076 愛原つばさ（2月13日、MOODYZ）
- 僕専属、メイド。 愛原つばさ（3月13日、MOODYZ）
- 渋谷素人ギャル 潮吹き・千手観音電マ・イキまくり中出し3P…（4月4日、GARCON）
- ハメ★チェキ！ ギャルJK中出し 愛原つばさ（5月21日、h.m.p）
- kawaii* ちゅぱちゅぱフェラチオ4時間（6月25日、kawaii*）
- かわいい女子校生の誰にも言えないプライベート 愛原つばさ（7月26日、オーロラプロジェクト）
- 23人の従順メイドに奉仕させる!4時間（8月1日、MOODYZ）
- いけない女子校生4時間（8月21日、ビデオバンク）…他出演:つぼみ、みづき菜奈、野中あんり、夢美ここ
- kawaii*制服女子校生collection2 4時間（8月25日、kawaii*）
- ハイパーデジタルモザイク大全集8時間（9月1日、MOODYZ）
- THE DRAGON AQUME 覚醒拷問魔性感 Ver.3 幻魔アーユルヴェーダ（9月13日、BabyEntertainment）…他出演:新垣さや、上原美菜
- 逆ストーカー2 ～オタクを愛する美乳美女～（9月18日、グローリークエスト）
- h.m.pカウントダウン2008（9月21日、h.m.p）
- kawaii* BEST 2008上半期 50タイトルぜ～んぶ見せちゃうょんDX 4時間（9月25日、kawaii*）
- JKつばさ 十六女十八女 2 愛原つばさ（9月26日、チェリーズ）
- キュートな彼女にちょっとイジワルにヌカれたい！4時間（10月21日、ビデオバンク）
- ふりふり騎乗位50連発4時間（10月25日、kawaii*）
- 潮吹き100人盛り！！8時間（11月13日、MOODYZ）
- おしゃれギャルの過激体位大連発（11月22日、silvia）
- どぴゅどぴゅ顔射50連発4時間（11月25日、kawaii*）
- ラブ×2コレクション20（12月7日、オーロラプロジェクト・アネックス）
- 人気アイドル11人!!中出しドップリ4時間（12月21日、ビデオバンク）
- 決定的瞬間!! マジイキギガMiX 4時間（12月21日、ビデオバンク）

2009年
- オレの部屋×制服のカノジョ001 愛原つばさ（1月23日、ゴーゴーズ）
- 浜崎りお・小坂めぐる･･･and more ギャルソン極上プレミアギャル BEST OF BEST 240分で￥980はハンパなくなーい （2月5日、GARCON）
- 私立IP女学院 4（4月1日、アイデアポケット）共演:東条かれん、みづき伊織、工藤れいか、向井ゆうき、星野あかり、夏川えり、黒澤エレナ、姫咲まりあ、芽衣、夏川亜咲、うるみゆう、白川るり、春野愛、ひなのりく、椿まひる
- FELLATIO FESTIVAL 13 (6月1日、アイデアポケット)他出演:星野あかり、黒澤エレナ、みづき伊織、姫咲まりあ、早乙女ルイ、工藤れいか、東条かれん、夏川えり、平井柚葉、ひなのりく、芽衣、春野愛、向井ゆうき、椿まひる

2010年
- 真夏のブルマ200%…運動直後のムレた女子高生バスで、匂い立つブルマ ムレムレブルマバス (8月5日、ディープス)…共演:みづなれい、上村香澄、梨杏、片桐りの他

2011年
- 超わがまま社長令嬢のパワハラセレブM男調教（4月25日、未来）

## テレビ出演
- 桃のふくらみ（MONDO TV）